# بنیورجو
بنیورجو (به ایتالیایی: Bagnoregio) یک کومونه در ایتالیا است که در استان ویتربو واقع شده‌است.

## خصوصیات
بنیورجو ۷۲٫۸ کیلومترمربع مساحت و ۳٬۶۷۸ نفر جمعیت دارد و ۴۸۴ متر بالاتر از سطح دریا واقع شده‌است.